# Aspasma minima
Aspasma minima är en fiskart som först beskrevs av Döderlein, 1887.  Aspasma minima ingår i släktet Aspasma och familjen dubbelsugarfiskar. Inga underarter finns listade.